# Щасливе (Олександрійський район)
Щасли́ве — село в Україні, у Попельнастівській сільській громаді Олександрійського району Кіровоградської області. Населення становить 578 осіб. Колишній центр Щасливської сільської ради.
До складу включене колишнє село Овнянка.

## Історія
Станом на 1886 рік у селі Овнянка, центрі Овнянської волості Олександрійського повіту Херсонської губернії, мешкало 339 осіб, налічувалось 52 дворових господарства, існувала православна церква.

## Люди
В Овнянці народився Байсак Михайло Григорович — український письменник, військовий і громадський діяч, контр-адмірал.

## Населення
Згідно з переписом УРСР 1989 року чисельність наявного населення села становила 751 особа, з яких 333 чоловіки та 418 жінок.
За переписом населення України 2001 року в селі мешкало 728 осіб.

### Мова
Розподіл населення за рідною мовою за даними перепису 2001 року:
| Мова       | Відсоток |
| ---------- | -------- |
| українська | 94,41 %  |
| російська  | 3,27 %   |
| вірменська | 1,77 %   |
| білоруська | 0,41 %   |